# Caroline Adelheid Cornelia von Baudissin
Caroline Adelheid Cornelia rigsgrevinde von Baudissin, født Schimmelmann (født 21. januar 1760 i Dresden, død 17. januar 1826 på Knoop) var en tysk forfatter.
Hun var datter af købmanden, senere dansk greve og skatmester Heinrich Carl von Schimmelmann og hustru Caroline Tugendreich Friedeborn (1730-1795) og havde seks søskende, bl.a. grev Ernst Heinrich von Schimmelmann og grevinde Friederike Juliane von Reventlow, som var centrum for Emkendorfkredsen.
I året 1776 blev hun gift med grev Heinrich Friedrich von Baudissin. Ved samme lejlighed købte den rige svigerfader det forgældede gods Knoop af Baudissin og gav ham både godset og en sum penge som en stor medgift, som parret i 1790'erne anvendte på at bygge en ny hovedbygning. Den danske arkitekt Axel Bundsen var ophavsmand til byggeriet.
På en rejse i 1791 gjorde hun i Karlsbad bekendtskab med digteren Johann Gottfried von Herder, der opholdt sig her i en badekur, og fattede et inderligt venskab til ham; Herder helligede hende et smukt og inderligt lille digt, hvori han priser hendes hjertensgodhed, uskyld og ånd, beklager, at de er skilte så langt fra hinanden, og udtaler ønsket om gensyn ("An Cornelia", Gedichte, 3. Buch). Som forfatterinde har hun mest gjort sig bekendt ved en belærende folkebog: Die Dorfgesellschaft, ein unterrichtendes Lesebuch für das Volk (Kiel 1792; oversat på dansk af Hasse 1793). Hun døde 17. januar 1826 på godset Knoop.